# Лалан-Три
Лала́н-Три (фр. Lalanne-Trie, окс. La Lana) — коммуна во Франции, находится в регионе Юг — Пиренеи. Департамент — Верхние Пиренеи. Входит в состав кантона Три-сюр-Баиз. Округ коммуны — Тарб.
Код INSEE коммуны — 65250.

## География

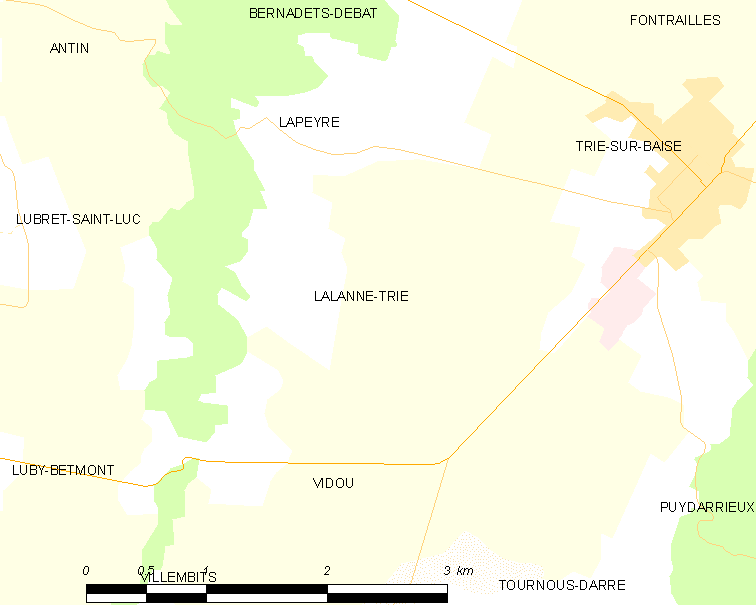
Карта коммуны

Коммуна расположена приблизительно в 640 км к югу от Парижа, в 95 км западнее Тулузы, в 24 км к северо-востоку от Тарба.
Коммуна расположена в местности Бигорр. На востоке коммуны протекает река Баиз, а на западе — река Буэс.

## Климат
Климат умеренно-океанический с солнечной тёплой погодой и обильными осадками на протяжении практически всего года.

## Население
Население коммуны на 2010 год составляло 135 человек.
| 1962 | 1968 | 1975 | 1982 | 1990 | 1999 | 2010 |
| ---- | ---- | ---- | ---- | ---- | ---- | ---- |
| 112  | 105  | 112  | 114  | 119  | 109  | 135  |

## Администрация
| Период | Период | Фамилия        | Партия                  | Примечания |
| ------ | ------ | -------------- | ----------------------- | ---------- |
| 2001   | 2020   | Жан-Клод Дюзер | Социалистическая партия |            |

## Экономика
В 2010 году среди 85 человек трудоспособного возраста (15-64 лет) 63 были экономически активными, 22 — неактивными (показатель активности — 74,1 %, в 1999 году было 77,8 %). Из 63 активных жителей работали 62 человека (34 мужчины и 28 женщин), безработной была 1 женщина. Среди 22 неактивных 6 человек были учениками или студентами, 12 — пенсионерами, 4 были неактивными по другим причинам.